# 1964年夏季残疾人奥林匹克运动会奥地利代表团
1964年夏季残疾人奥林匹克运动会奥地利代表团是奥地利派出的1964年夏季残疾人奥林匹克运动会代表团。获得4枚金牌、1枚银牌和7枚铜牌。